# Julio Cárdenas
El capitán Julio Cárdenas (1876-1916) fue un militar mexicano que participó en la Revolución mexicana. A pesar de contar solo con el grado de capitán, entre la tropa se le llamaba 'General'. Cárdenas fue un jefe importante en la División del Norte de Francisco Villa, fue el Comandante de su escolta personal conocidos como "Los Dorados".
Uno de los ayudantes de campo de Pershing era el teniente George S. Patton, quien había estado buscando por las haciendas a líderes de Pancho Villa durante la expedición punitiva para obtener maíz para sus caballos. Cárdenas y otros dos hombres (un paisano y un capitán de las fuerzas de Villa) fueron encontrados atrincherados durante una minuciosa revisión al Rancho San Miguelito, cerca del pueblo de Rubio, donde llegó en tres vehículos con diez soldados de su tropa y dos guías civiles. Cárdenas y los otros dos hombres con bandera a caballo abrieron fuego contra los estadounidenses, resultando una pequeña balacera entre los dos grupos. Durante la escaramuza el teniente Patton, muy popular por su personalidad, le disparó a Cárdenas con sus seis armas. Patton puso luego una muesca en su arma y ató las espuelas de Cárdenas como un souvenir. Estas espuelas están ahora en el Museo de la Segunda Guerra Mundial.
El reporte de la pelea, Patton solo menciona haber disparado al caballo de uno de los otros dos hombres, a una corta distancia, lo que le poco después le permitió matar al hombre. Los tres hombres fueron muertos en la pelea en donde Patton disparó a algún punto. Al final, todos los cuerpos tenían múltiples heridas dado que cuatro o cinco hombres de la tropa estadounidense habían disparado al mismo tiempo. Esto fue imposible para atribuir asesinado individual de un solo miembro de la tropa. Cárdenas murió cuando huía a pie. Uno de los dos guías civiles, un ex villista llamado E.L. Holmdahl que ahora trabajaba para los estadounidenses, cuenta que Patton disparó al final cuando Cárdenas tenía múltiples heridas, quien al término de la pelea había rechazado la rendición y continuaba disparando.
Pero se ha dicho que el general George Patton dio muerte personalmente al general Cárdenas y a otros dos hombres durante la Expedición Punitiva, acompañado de diez soldados del 6.º Regimiento de infantería.